# Молітор (Вісконсин)
Молітор (англ. Molitor) — місто (англ. town) в США, в окрузі Тейлор штату Вісконсин. Населення — 308 осіб (2020).

## Демографія
Згідно з переписом 2010 року, у місті мешкали 324 особи в 139 домогосподарствах у складі 102 родин. Було 329 помешкань
Расовий склад населення:
| - 98,1 % — білих - 0,6 % — вихідців з тихоокеанських островів - 0,3 % — корінних американців |

До двох чи більше рас належало 0,9 %. Частка іспаномовних становила 1,9 % від усіх жителів.
За віковим діапазоном населення розподілялося таким чином: 19,8 % — особи молодші 18 років, 61,4 % — особи у віці 18—64 років, 18,8 % — особи у віці 65 років та старші. Медіана віку мешканця становила 47,0 року. На 100 осіб жіночої статі у місті припадало 117,4 чоловіків;  на 100 жінок у віці від 18 років та старших — 126,1 чоловіків також старших 18 років.
Середній дохід на одне домашнє господарство  становив 71 095 доларів США (медіана — 56 000), а середній дохід на одну сім'ю — 77 212 долари (медіана — 59 464). Медіана доходів становила 41 875 доларів для чоловіків та 28 250 доларів для жінок. За межею бідності перебувало 3,2 % осіб, у тому числі 0,0 % дітей у віці до 18 років та 2,6 % осіб у віці 65 років та старших.
Цивільне працевлаштоване населення становило 168 осіб. Основні галузі зайнятості: виробництво — 33,9 %, освіта, охорона здоров'я та соціальна допомога — 15,5 %, будівництво — 10,1 %, роздрібна торгівля — 8,3 %.